# Guibei Shan
Der Guibei Shan (chinesisch 龟背山, Pinyin Guībèi Shān – „Schildkrötenrückenberg“) ist ein flacher Berg in den Südbergen  der Fildes-Halbinsel von King George Island, der größten der Südlichen Shetlandinseln.
Der wie ein Fußabdruck geformte Berg erhebt sich ganz im Süden der Halbinsel, nördlich eines Sanmen Xia genannten Arms der Fildes Strait und südlich eines Berges namens „Huangshi Shan“ (möglicherweise mit dem Huángshí Pō identisch).
Der zuerst von einem chinesischen Geologen vergebene Name wurde 1986 bei der Auswertung von Luftbildern bestätigt.